# Délice de Bourgogne
El Délice de Bourgogne es un queso francés de leche de vaca de la región de Borgoña. Es rico y cremoso gracias a su proceso de elaboración, en el que se añade nata dos veces a la leche durante la fabricación del queso (véase «triple crema»). Este queso tiene también un fuerte olor acre debido al proceso de añejamiento. Tiene un peso medio de 2 kg y una corteza parecida a la del Brie.